# Grand Prix automobile de Lyon

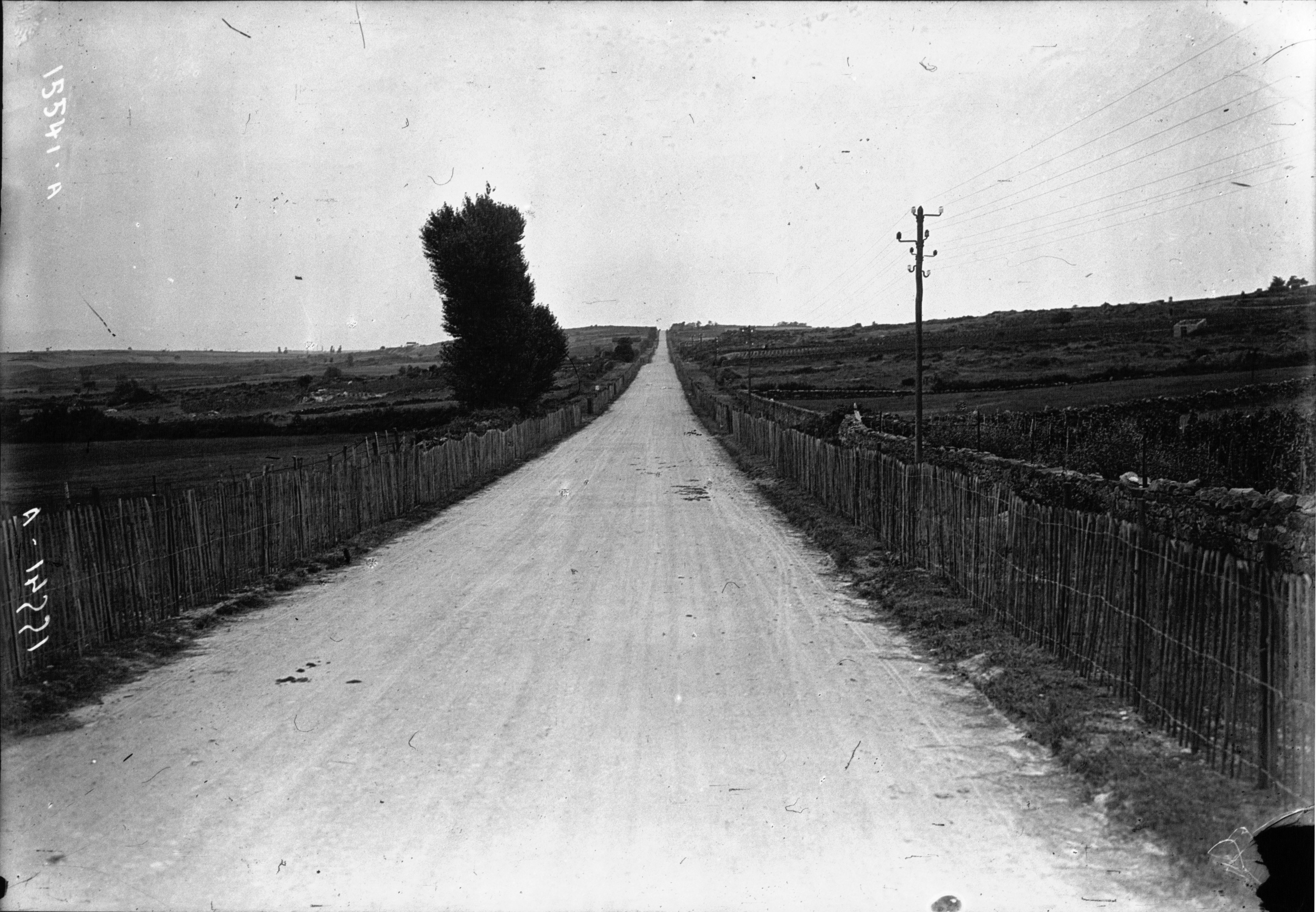
Exemple de route empruntée en Grand Prix sur la région de Lyon lors des deux premiers GP de l'ACF (ici en 1924).

Le Grand Prix automobile de Lyon est un Grand Prix entre autres pour Formula libre, organisé à deux reprises à Quincieux au nord de Lyon par la Commission sportive de l'Automobile Club du Rhône.

## Histoire
Disputée à la mi-juin, l'épreuve se déroule sur 247,5 kilomètres, grâce à un circuit de 6,5 kilomètres à parcourir à 38 reprises.

## Palmarès
| Année | Vainqueur    | Voiture          |
| ----- | ------------ | ---------------- |
| 1929  | Hans Simons  | Bugatti Type 35  |
| 1930  | Louis Chiron | Bugatti Type 35C |

## Remarques
- En 1931, le Circuit du Dauphiné situé à quelque 120 kilomètres au sud-est sur Grenoble prit seul le plus proche relais sur le plan national (Grand Prix aussi disputé sur deux années de rang).
- Trois épreuves du Grand Prix de France furent également organisées à Lyon, en 1914 (vainqueur Christian Lautenschlager), 1924 (vainqueur Giuseppe Campari) et, 1947 (vainqueur Louis Chiron).